# Aílton Ferraz
Aílton Ferraz (Rio de Janeiro, 19 januari 1966) is een Braziliaans voormalig voetballer die als middenvelder speelde.

## Carrière
Aílton begon zijn carrière in 1985 bij CR Flamengo. In 1990 werd de Copa do Brasil gewonnen. Aílton speelde voor Guarani FC, Fluminense FC, Grêmio en Botafogo FR.